# STS-401
STS-401 (původně STS-400) byla potenciální záchranná expedice určená pro záchranu raketoplánu Atlantis letu STS-125.[zdroj?] Měl se jí zúčastnit raketoplán Endeavour. Po odkladu mise STS-125 došlo ke změně letového plánu, expedice STS-126 a STS-119 se uskutečnily dříve, připravený raketoplán Endeavour byl po případném úspěchu mise STS-125 převezen na rampu LC-39A a 15. června odstartoval na misi STS-127. Zároveň došlo k přejmenování této mise na STS-401.

## Posádka

### Při startu
- Christopher Ferguson (3) – velitel
- Eric Boe (2) – pilot
- Robert Kimbrough (2) – letový specialista 1
- Stephen Bowen (2) – letový specialista 2

(Tato posádka je část posádky z mise STS-126)

### Při přistání
STS-401
- Christopher Ferguson (3) – velitel
- Eric Boe (2) – pilot
- Robert Kimbrough (2) – letový specialista 1
- Stephen Bowen (2) – letový specialista 2

STS-125
- Scott Altman (4) – velitel
- Gregory Carl Johnson (1) – pilot
- John Grunsfeld (5) – letový specialista 1
- Michael Massimino (2) – letový specialista 2
- Katherine Megan McArthurová (1) – letový specialista 3
- Andrew Feustel (1) – letový specialista 4
- Michael Good (1) – letový specialista 5

## Popis přesunu posádky

Schéma přesunu posádky

- EVA-1: McArthur, Feustel, Grunsfeld (i zpět do Atlantis)
- EVA-2: Grunsfeld, C. Johnson, Massimino (i zpět do Atlantis)

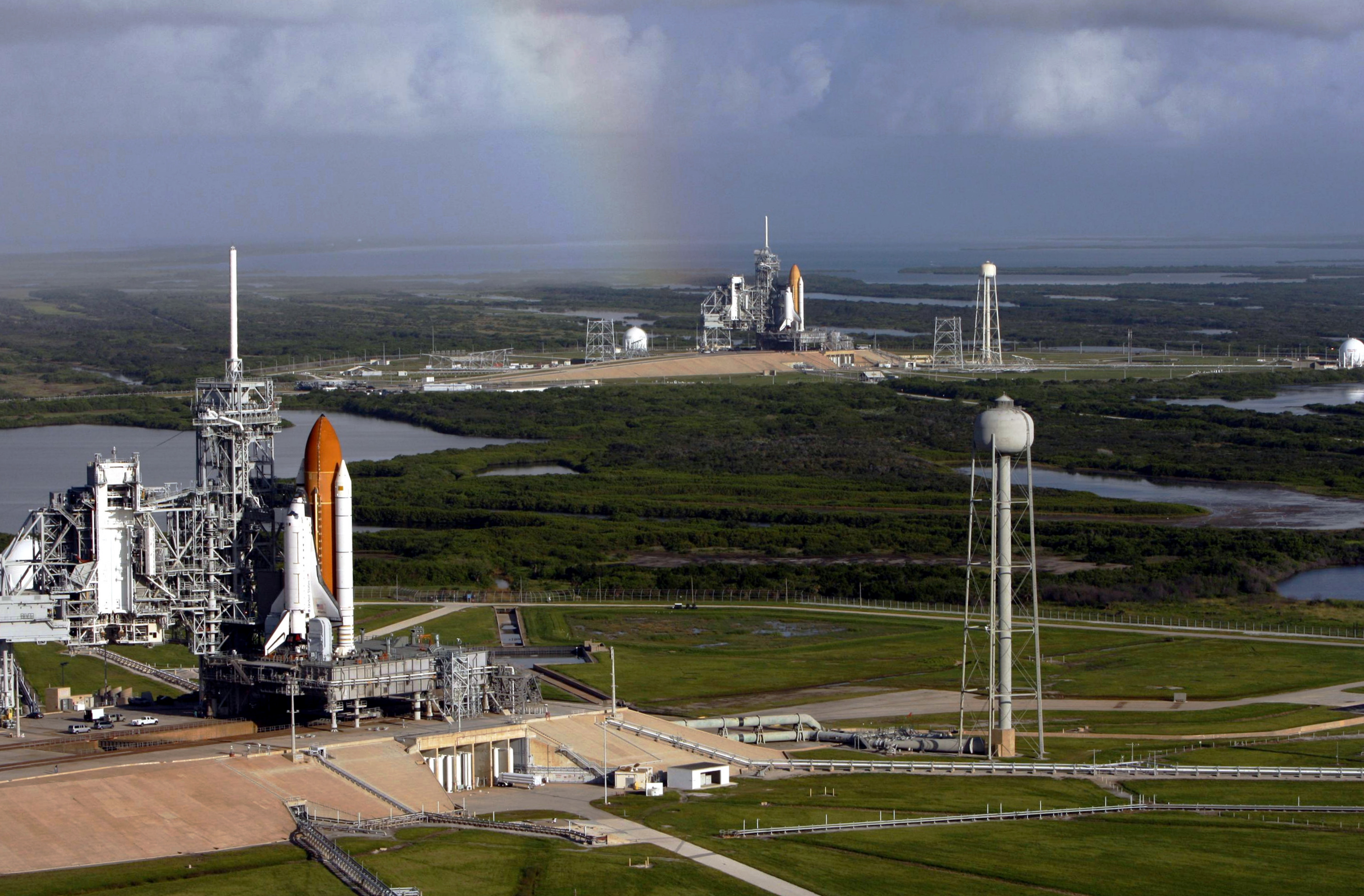
STS-125 a STS-400 na rampách

- EVA-3: Altman, Good, Massimino